# BMP-23
BMP-23はブルガリアで運用される歩兵戦闘車である。初めて配備されたのは1980年代初頭であった。BMP-23はBMP-1と大きく異なり、BMP-2とより類似している。

## 概要
車体はソビエト連邦軍の2S1グヴォズジーカ 122mm自走榴弾砲をおおむねベースとしているが、BMP-1より厚い装甲と、より強力なディーゼルエンジンを備えている。グヴォズジーカゆずりの大型の車体により、BMP-1のように窮屈な兵員輸送区画とはなっていない。装甲は鋳鋼であり、重機関銃の銃撃に抗堪する。
砲塔は23mm機関砲で武装し、2基のAT-4 スピゴットもしくはAT-5 スパンドレル対戦車ミサイル発射機（後期型は4基）を備える。
BMP-23は1984年のパレードで初めて公開された。本車は、イラクに派遣されたブルガリア陸軍において、M1117装甲警備車とともに運用された
幾種類かの派生型の中には、30mm砲を備えたBMP-30が存在する。

## 使用国
- ブルガリア - 2024年時点で、ブルガリア陸軍が70両のBMP-23を保有[1]。